# San Francisco de Sangayaico
San Francisco de Sangayaico é um distrito do Peru, departamento de Huancavelica, localizada na província de Huaytará.

## Transporte
O distrito de San Francisco de Sangayaico  é servido pela seguinte rodovia:
- HV-118, que liga a cidade de Santiago de Chocorvos ao distrito de Ayaví
- HV-122, que liga a cidade de Santiago de Chocorvos ao distrito [1][2][3]